# Südafrikanische Verfassung von 1983
Die südafrikanische Verfassung von 1983 (englisch Republic of South Africa Constitution of 1983) wurde mit dem Republic of South African Constitution Act (Act No. 110 / 1983) beschlossen und trat am 3. September 1984 in Kraft. In der konstitutionellen Geschichte Südafrikas bewirkte sie eine umfassende Verfassungsreform und etablierte ein Dreikammerparlament. Der bisherige Ministerpräsident Pieter Willem Botha gelangte auf diese Weise in das Amt des Staatspräsidenten der Republik Südafrika und erhielt umfassende Vollmachten, wie sie bis zu diesem Zeitpunkt vom geltenden Recht nicht gewährt worden waren. Das der Verfassung zugrunde liegende Staatskonzept erreichte als Reformapartheid über die Landesgrenzen hinaus Bekanntheit. Allgemein ergab sich daraus eine weitere legislative Festigung der Alleinherrschaft der weißen Bevölkerungsminderheit im Land.

## Vorgeschichte

### Vorarbeiten zur Verfassungsreform
Im Verlauf des Jahres 1982 beriet der President’s Council, kurz PC, (deutsch etwa: Präsidentenrat) drei Arbeitspapiere für eine Verfassungsreform, die hauptsächlich den Vorschlägen aus den Kreisen der regierenden Nasionale Party von 1977 und den Empfehlungen der Schlehbusch-Kommission (Commission of Inquiry into the Constitution) von 1980 folgten. Am 12. Mai 1982 stellte der President’s Council seine diesbezüglichen Vorschläge in der Öffentlichkeit vor.
Diese drei Berichte waren im Einzelnen:
- der erste Report des Constitutional Committee (Verfassungsausschuss)
- Report des Joint Committee, bestehend aus dem Planning Committee (Planungsausschuss) und dem Committee for Community Relations (etwa: Ausschuss für Gemeinschaftsbeziehungen), sowie
- dem gemeinsamen Report des Committee for Economic Affairs (Ausschuss für Wirtschaftsfragen) und dem Constitutional Committee.

Der Tenor in diesen Papieren tendierte zu einer zwingend erforderlichen politischen Reform des Staatswesens. Sie formulierten den Anspruch auf „gleiche zivile und politische Rechte“, die Absicht zur Beseitigung dominanter Gruppenwirkungen sowie eine erwünschte Reflexion des ethnischen Pluralismus. Ein unitarischer Staat auf der Basis one man one vote wurde als nicht realisierbar angesehen.

### Volksabstimmung 1983

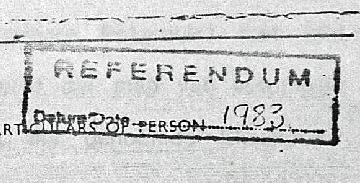
Stempel als Nachweis der Teilnahme an der Volksabstimmung 1983 in einem südafrikanischen Personaldokument

Mit einem Referendum unter der weißen Bevölkerung Südafrikas entstand das erste Meinungsbild über die beabsichtigte Verfassungsreform. Ministerpräsident Botha bestimmte für die Durchführung des Referendums den 2. November 1983. Obwohl es Kritik von linken und von konservativ bis rechten Gruppierungen an dem Verfassungsvorhaben gab, ging aus dem Votum ein zustimmendes Stimmergebnis hervor.
Die Frage auf dem Stimmzettel lautete:
“Are you in favour of the implementation of the Republic of South Africa Constitution Act, 1983, as approved by parliament?”
(deutsch etwa: Sind sie für die Umsetzung des Republic of South Africa Constitution Act, 1983, wie vom Parlament beschlossen?).
Zum Referendum waren 2.713.300 (weiße) Wähler zugelassen. Es stimmten landesweit 1.360.223 Personen (65,95 Prozent) mit Ja und 691.577 Personen (33,53 Prozent) mit Nein. Es gab 10.699 ungültige Stimmen, das waren 0,52 Prozent. Demzufolge nahmen 650.831 Abstimmberechtigte nicht am Referendum teil, was einer Beteiligung von 76 Prozent entspricht.
Nach der erfolgten öffentlichen Diskussion und dem Votum präsentierte der Verfassungsausschuss vom Präsidentenrat am 22. November 1984 einen zweiten Bericht.

### Abschließende Vorbereitungen
Der amtierende Präsidentenrat (President’s council) war ein Beratungsgremium, das im Februar 1981 berufen worden war. Es bestand aus Vertretern der im Parlament vertretenen Parteien. Mit dem Übergang zum neuen Dreikammersystem löste sich das bisherige Gremium zum 30. Juni 1984 auf. In seinem Abschlussbericht erwähnt der Verfassungsausschuss des Präsidentenrates, dass er seine Aufgabe auch als Förderung eines „konsensualen Stiles für die Debatten und die Entscheidungsfindungen“ im neuen Parlament verstanden hatte.

### Anpassungen im Rechtssystem
Das Parlament der auslaufenden Wahlperiode, noch auf der Basis der Vorgängerverfassung nach dem Republic of South Africa Constitution Act of 1961 handelnd, musste zur legislativen Vorbereitung des neuen und dann differenzierten parlamentarischen Systems Beschlüsse zur Änderung bestehender Regelungen fassen. Das waren Rechtsvorschriften, die das Wahlsystem, das Verfassungsrecht, die Parlamentsarbeit einschließlich der damit verbundenen Aspekte der Finanzverwaltung tangierten und an diese das neue Verfassungsziel anpassten. Im Einzelnen betraf das folgende Änderungsgesetze:
- Electoral Act Amendment Act. Das Gesetz veranlasste Änderungen des Wahlrechts nach dem Wahlgesetz von 1979.
- Population Registration and Election Amendment Act. Mit diesem Änderungsgesetz regelte man die Aufstellung getrennter Wählerverzeichnisse im Zusammenhang mit den Einwohnerregistern.
- Constitution Amendment Act. Dieses Änderungsgesetz bildete die Basis für die Beendigung der bisher bestehenden verfassungsrechtlichen Grundlagen in der Republik Südafrika (Republic of South Africa Constitution Act, Act No. 32 / 1961). Ferner traf es Bestimmungen zu den Übergangsvergütungen des vorhergehenden Staatspräsidenten, seines Stellvertreters und den ehemaligen Mitgliedern des President’s Council für den Zeitraum von einem Jahr nach ihrer abgelaufenen Amtsperiode und den sich ergebenden Pensionsansprüchen.
- Powers and Privileges of Parliament Amendment Act. Mit diesem Änderungsgesetz traf die Legislative spezifische Regelungen für den Übergang von weißen Abgeordneten in das neue Dreikammer- und Ausschusssystem.
- Anpassungen im bestehenden Finanzrecht wurden mit Hilfe von drei Änderungsgesetzen vorgenommen, mit dem Exchequer and Audit Amendment Act of 1984, dem Revenue Accounts Financing Act of 1984 und dem State President’s Committee on National Priorities Act of 1984. Alle Änderungen bezogen sich auf die Finanzierung der legislativen Strukturen.[9]

## Staatspräsident
Für das Amt des Staatspräsidenten ergab sich nach der neuen Verfassung eine bedeutende Machtkonzentration, da es die oberste exekutive Institution der Republik verkörperte. Demnach war es dem Amtsinhaber möglich, gültige Gesetze zu ändern oder als unwirksam zu erklären. Ihm oblag das Oberkommando für die Streitkräfte (Section 6.2), die Erklärung von Krieg oder Frieden (Section 6.3g), die Führung der Sicherheitskräfte sowie die Kontrolle und Gestaltung des Staatshaushaltes. Der Staatspräsident verfügte über die Organisationshoheit (Section 24.1 und 26) in der Staatsverwaltung einschließlich aller diesbezüglichen Personalentscheidungen. Das vom Präsidenten ernannte Kabinett arbeitete mit einer Amtsperiode von fünf Jahren und war, wie er selbst, dem Parlament nicht verantwortlich.
Die Wahl des Staatspräsidenten oblag einem Wahlkollegium (electoral college), dessen Zusammensetzung und Befugnisse in Section 7 und das Verfahren in Section 8 geregelt waren.
Im Dreikammerparlament war es nur auf Veranlassung des Präsidenten (Section 6.3a) möglich, Gesetzesvorlagen abzuhandeln. Das betraf sowohl die einzelnen Kammern als auch deren gemeinsame Sitzungen.

## Parlament
Die neue Verfassung schuf für das Parlament ein Dreikammersystem (Section 37). Diese dreigliedrige Struktur war ein Instrument der Apartheidspolitik.
Die Kammern verfügten über eigene Leitungsstrukturen und Tagungsregularien. Gewählt wurden die Abgeordneten für die Kammern in getrennten Wahlgängen und nach separaten Wählerlisten. An der Spitze des Parlaments stand der Speaker of Parliament (wörtlich: Parlamentssprecher), ähnlich dem Parlamentspräsident in anderen Ländern (Section 58). Seine Funktion lag in der Leitung der Parlamentsgeschäfte. Ihm stand eine Parlamentsverwaltung zur Verfügung. Die Kammern wählten in ihrer ersten Sitzung jeweils einen eigenen Vorsitzenden, die Chairmen of Houses, aus dem Kreise ihrer Abgeordneten (Section 60).
Zu gemeinsamen Sitzungen der Kammern lud der Staatspräsident ein. Er berief sie auf eigene Initiative oder durch den gemeinsamen Wunsch aller Kammern ein (Section 68). In jedem Fall leitete der Speaker of Parliament solche Sitzungen und dieser bestimmte deren Regularien und ihren Ablauf. Beschlüsse durften im Verlauf gemeinsamer Sitzungen nicht gefasst werden (Section 67.5).
Der Staatspräsident konnte das Parlament durch eine Proklamation in der Government Gazette oder automatisch in Folge seines Rücktrittes auflösen (Section 39.2 a und b).
Eine erste gemeinsame Sitzung aller drei Kammern fand am 18. September 1984 statt.
- House of Assembly (Abgeordnetenhaus)

Diese Kammer verfügte über 178 Sitze, die ausschließlich europäischstämmigen Abgeordneten vorbehalten war. Die Nasionale Party besetzte dabei die Mehrheit der Mandate. Die Mandatsverteilung in den Provinzen gab die Verfassung vor. Demzufolge waren direkt wählbar (Section 41): 56 Abgeordnete in der Kapprovinz, 20 Abgeordnete in Natal, 14 Abgeordnete im Orange Free State und 76 Abgeordnete in Transvaal. Vier Abgeordnete ernannte der Staatspräsident und acht wurden nach dem Prinzip der Verhältniswahl auf einer allgemeinen Liste gewählt. Die vorhandenen aktiven Mandate beruhten auf den Ergebnissen der Wahl vom 29. Juni 1981 und waren in das Dreikammerparlament übergeleitet worden.
- House of Representatives (Repräsentantenhaus)

Die zweite Kammer bestand aus 85 Mitgliedern der Colouredbevölkerung. Über die Sitzmehrheit verfügte die Labour Party (LP). Die Mandatsverteilung in den Provinzen gab die Verfassung vor. Demzufolge waren direkt wählbar (Section 42): 60 Abgeordnete in der Kapprovinz, 5 Abgeordnete in Natal, 5 Abgeordnete im Orange Free State und 10 Abgeordnete in Transvaal. Zwei Abgeordnete ernannte der Staatspräsident und drei wurden nach dem Prinzip der Verhältniswahl auf einer allgemeinen Liste gewählt.
Die Mandate gingen aus der Wahl am 22. August 1984 hervor.
- House of Delegates (Deputiertenhaus)

In der dritten Kammer standen 45 Sitze für die indischstämmige Bevölkerung zur Verfügung. Die stärkste Abgeordnetengruppe stellte die National People’s Party (NPP). Die Mandatsverteilung in den Provinzen gab die Verfassung vor. Demzufolge waren direkt wählbar (Section 43): 3 Abgeordnete in der Kapprovinz, 29 Abgeordnete in Natal und 8 Abgeordnete in Transvaal. Zwei Abgeordnete ernannte der Staatspräsident und drei wurden nach dem Prinzip der Verhältniswahl auf einer allgemeinen Liste gewählt.
Die Mandate gingen aus der Wahl am 28. August 1984 hervor.
Den völligen Ausschluss der schwarzen Bevölkerung von der parlamentarischen Mitbestimmung begründete man mit ihrer staatsbürgerlichen Verankerung in den sogenannten Homelands, der zufolge sie keine politischen Rechte in der Republik Südafrika ausüben könnten. Diese Ausgrenzung beförderte politische Unruhen im Verlauf der 1980er Jahre, vorrangig in den Townshipsiedlungen.
Als Reaktion auf die massive Kritik bezüglich der Verweigerung von Grundrechten für die schwarze Bevölkerung beriet die Nationalversammlung einen Gesetzesvorschlag (Constitutional Laws Amendment Bill), der sich mit der Änderung zahlreicher Rechtsvorschriften befasste. Die Beratung erlangte inner- und außerparlamentarisch eine hohe Beachtung und erstreckte sich bis in die Sitzungsperiode von 1987. Es ging dabei um eine konforme Anpassung des geltenden Rechts, um die Funktion des Bürgerschaftsstatus in den Homelands im Sinne der politisch favorisierten getrennten Entwicklung weiter zu stärken. Der Staatspräsident Pieter Willem Botha beteiligte sich selbst aktiv an der öffentlichen Debatte und legte im Januar 1986 ein Konzept seiner Regierung für die Rahmenbedingungen der weiteren Verfassungsrechtsentwicklung vor. Dessen Positionen sahen die Wiedereinführung der südafrikanischen Staatsbürgerschaft für Schwarze vor, wenn sie ihren ständigen Aufenthalt auf dem Gebiet der Republik außerhalb der „unabhängigen“ Bantustaaten nachweisen konnten.

## Präsidentenrat
Nach der neuen Verfassung setzte sich der beratend wirkende Präsidentenrat (President’s council) aus 60 Mitgliedern zusammen (Section 70). In seiner ersten Sitzung musste der Präsidentenrat einen Vorsitzenden aus seinem Kreis wählen (Section 72). Bis zu diesem Zeitpunkt ernannte der Staatspräsident, wenn es erforderlich war, einen vorläufigen Vorsitzenden. Jedes Mitglied musste das Mindestalter von 30 Jahren haben. Entsprechend der herausgehobenen Bedeutung dieses Gremiums nahmen die diesbezüglichen Regelungen der Verfassungen einen relativ großen Umfang ein. Die Zusammensetzung des Präsidentenrat war wie folgt:
- 20 Mitglieder im Abgeordnetenhaus gewählt (Weiße),
- 10 Mitglieder im Repräsentantenhaus gewählt (Coloureds),
- 5 Mitglieder im Deputiertenhaus (Inder) und
- 25 Mitglieder werden vom Staatspräsidenten ernannt, davon 10 aus Kreisen der weißen Oppositionsparteien.

Dem Präsidentenrat war eine Beratungsrolle in direkter Verbindung zum Staatspräsidenten aufgetragen, die sich auf jegliche Fragen des öffentlichen Interesses erstrecken konnte (Section 78). Das Gremium hatte das Recht zur eigenen Initiative. Die eigene Beratungskompetenz bezog sich jedoch nicht auf Gesetzesvorlagen. Ihm oblag die endgültige Entscheidungskompetenz, wenn es zwischen den drei Kammern nicht zur Einigung kam.
Der Präsidentenrat wurde mit Wirkung vom 17. Juni 1993 aufgelöst. Obwohl die Verfassung von 1983 für kurze Zeit weitere Wirksamkeit behielt, setzte der Constitution Amendment Act (Act No. 82 / 1993) diesem Gremium noch vor dem Inkrafttreten der demokratischen Übergangsverfassung ein Ende. Die Meinungen zum diesbezüglichen Gesetzesentwurf waren dabei sehr gespalten. Sie lagen zwischen Zustimmung beispielsweise durch die Democratic Party und Ablehnung durch die Konserwatiewe Party. Angesichts seiner geschwundenen Bedeutung am Endpunkt der Apartheid in der Republik Südafrika lehnte auch die Labour Party das Gesetz ab. Von Mitgliedern der Nasionale Party wurde dieser Rat als ein grundlegendes Element in der Entwicklung des südafrikanischen Verfassungsrechts gesehen. Die Inkatha Freedom Party bezeichnete ihn als Systemfehler und Zerrbild einer demokratischen Entwicklung.

## Präambel der Verfassung
Die umfangreiche Präambel der Verfassung beruft sich auf Gott und universelle Werte der Menschheit. In deutscher Übersetzung lautet sie in etwa so:
In demütigem Gehorsam vor dem allmächtigen Gott,

- welcher die Geschicke der Völker und der Nationen lenkt,
- welcher unsere Vorfahren aus vielen Ländern zusammenführte und ihnen dieses Land zum eigenen gab,
- welcher sie von Generation zu Generation geleitete,
- welcher sie wundervoll vor den Gefahren, die sie bedrängt hatten, gerettet hat,

erklären wir, dass wir:
- uns unserer Verantwortung gegenüber Gott und den Menschen bewusst sind;
- überzeugt und durch die Notwendigkeit miteinander verbunden sind, folgende nationale Ziele zu verfolgen:
  - die christlichen Werte und zivilisierten Normen zu wahren, in Anerkennung und zum Schutz der Freiheit des Glaubens und der Gottesverehrung,
  - die Einheit und Freiheit unseres Landes zu sichern,
  - die Unabhängigkeit der Justiz und die Gleichheit aller vor dem Gesetz zu wahren,
  - die Erhaltung von Recht und Ordnung zu sichern,
  - die Zufriedenheit und das geistige und materielle Wohl aller zu fördern,
  - die Menschenwürde zu achten sowie das Leben, die Freiheit und das Eigentum aller in unserer Mitte zu schützen,
  - die Selbstbestimmung der Völker und Bevölkerungsgruppen zu respektieren, zu fördern und zu schützen,
  - die private Initiative und den wirksamen Wettbewerb zu fördern;

- bereit sind, unsere Pflicht für den Weltfrieden in Verbindung mit allen friedliebenden Völkern und Nationen zu akzeptieren und zu suchen, und

- den Wunsch haben, der Republik Südafrika eine Verfassung zu geben, die für die gewählten und verantwortlichen Regierungen und am besten für die Traditionen, Geschichte und Umstände unseres Landes geeignet ist:
und daher durch den Staatspräsidenten und das House of Assembly der Republik Südafrika wie folgt erlassen wird: …

## Weitere Bestimmungen in der Verfassung (Auswahl)

### Section 1,Continued existence of Republic of South Africa
Die bisherige Verwaltungsgliederung mit den Provinzen blieb unverändert. Demzufolge bestand die Republik Südafrika aus den Provinzen Cape of Good Hope, Natal, dem Transvaal und dem Orange Free State.

### Section 2,Sovereignty and guidance of Almighty God acknowledged
In der Section 2 war ein allumfassender Gottesbezug festgelegt, der auf Deutsch etwa so lautet: „Die Menschen in der Republik Südafrika erkennen die Oberherrschaft und die Führung des allmächtigen Gottes an.“

### Section 10,Acting President
Im Fall, dass der Staatspräsident zur Amtsausführung nicht in der Lage gewesen wäre, war in der Verfassung festgelegt, dass ein vom Staatspräsidenten zu bestimmendes Kabinettsmitglied dessen Aufgaben zeitweilig übernommen hätte. Ferner war die Funktionsweise der Präsidentenverwaltung geregelt.

### Section 11,Oath of office by State President and Acting State President
Das Prozedere zum Amtseid für den Staatspräsidenten oder seines Vertreters sowie der diesbezüglichen Formulierungen waren in diesem Abschnitt der Verfassung geregelt.

### Section 29,Seat of Government
Als Regierungssitz der Republik Südafrika war Pretoria bestimmt.

### Section 36,Seat of Legislature
Als Sitz der Legislative war Kapstadt festgelegt.

### Section 49,Method of dividing provinces into electoral divisions
Die Provinzen waren in Wahlkreise aufgeteilt.

### Section 52,Franchise
Als Wahlberechtigte galten alle Bürger ab einem Alter von 18 Jahren aus den Gruppen der Weißen, Coloureds und Inder, die über Staatsbürgerschaftsrechte von Südafrika verfügten. Der Staatsbürgerschaftsbegriff beruhte auf dem South African Citizenship Act von 1949. Ferner mussten die Bestimmungen des Electoral Act (Wahlgesetz) von 1979 erfüllt werden, womit auch ein Entzug des individuellen Wahlrechts verbunden gewesen sein konnte.

### Section 61,Quorums
Die Beschlussfähigkeit in den Kammern war gegeben, wenn im House of Assembly mindestens 50 Mitglieder; im House of Representatives mindestens 25 Mitglieder und im House of Delegates mindestens 13 Mitglieder anwesend waren.

### Section 65,Powers of ministers and their deputies in House
Die Minister des Kabinetts hatten in jeder Kammer das Recht zu sprechen. Sie verfügten sogar über ein Abstimmrecht, wenn sie Mitglied einer Kammer waren. Ihr Stimmrecht galt nur in ihrer eigenen Kammer.

### Section 68,Constitution and powers of Supreme Court of South Africa
Die Verfassung bestimmte zur obersten Gerichtsbarkeit im Land den Supreme Court of South Africa mit seiner Berufungsabteilung sowie weiteren provinzialen und lokalen Ebenen.

### Section 73,Remuneration and allowances of members
Die Mitglieder des Präsidentenrat erhielten ihre Bezüge und Beihilfen nach Bestimmung durch den Staatspräsidenten, und auch weitere Privilegien. Sie sollten durch eine Proklamation in der Government Gazette bekannt gegeben werden.

### Section 80,All revenues vest in State President
Alle Finanzeinnahmen der Republik, aus welcher Quelle sie auch stammten, standen im Verfügungsrecht des Staatspräsidenten.

### Section 89,Equality of official languages
Als Amtssprachen waren Englisch und Afrikaans (in dieser Reihenfolge) von der Verfassung festgelegt.

### Section 93,Administration of Black affairs
Der einzige konkrete Bezug auf die schwarze Bevölkerungsmehrheit war in dieser Section als „Kontrolle und Verwaltung“ der „Schwarzen-Angelegenheiten“ (im Originaltext: Black affairs) definiert. Sie lagen in der ausschließlichen Zuständigkeit des Staatspräsidenten. Dieser Abschnitt der Verfassung reduzierte sämtliche Aspekte der schwarzen Bevölkerungsmehrheit auf eine Verwaltungsangelegenheit und lieferte sie quasi der Entscheidungsmacht einer einzelnen Person, des Staatsoberhauptes, aus. Abgesehen von einer Bezugnahme auf die „Schwarzensprachen“ in „Schwarzenarealen“ in den Formulierungen der Section 89, wo sie als Angelegenheit der jeweiligen „Territorien“ definiert waren, enthielt die Verfassung keine weiteren Ausführungen zu dieser Bevölkerungsgruppe. Die schwarze Person an sich war kein Anliegen innerhalb dieser Verfassung.

## Außerparlamentarische Reaktionen (Auswahl)
Die 1983 gegründete United Democratic Front war ein sich gegen die Verfassung aussprechendes Bündnis in der südafrikanischen Bevölkerung. Dessen Mitglieder kamen aus allen ethnischen Gruppen. Die bedeutendste Aktivität bestand im Aufruf zum Boykott der Wahlen für das Repräsentantenhaus und Deputiertenhaus.
Auch innerhalb der weißen Bevölkerung gab es im Zuge des Verfassungsreferendums vom November 1983 deutlich wahrnehmbare und erhebliche Meinungsunterschiede. Ultrakonservative Kreise der Buren, rechts von der Nasionale Party, warfen dem damaligen Ministerpräsidenten Botha Verrat an den bisherigen Prinzipien der Politik einer getrennten Entwicklung (separate development) vor. Die Kontroverse führte zu einer Spaltung in der Mitgliedschaft des Broederbond, in deren Verlauf der damalige Vorsitzende Carel Boshoff aus Protest gegen diese Verfassung seinen Rücktritt erklärte.

## Legislative Folgewirkungen
Die Verfassung von 1984 wurde mit dem Constitution of the Republic of South Africa Act 200 of 1993 aufgehoben. Es trat eine Übergangsverfassung in Kraft, die mit dem Constitution of the Republic of South Africa Act (Act No. 108 / 1996) beendet wurde. Am 19. April 1994 unterzeichneten der Staatspräsident, Frederik Willem de Klerk und Vorsitzende der Nasionale Party; Nelson Mandela, Präsident des African National Congress, sowie der Chief Minister Mangosuthu Buthelezi, Präsident der Inkatha Freedom Party, eine Vereinbarung, die den politischen Höhepunkt im Transformationsprozess Südafrikas auf dem Weg zu einer Demokratie bildete.